# Cotoneaster raboutensis
Cotoneaster raboutensis är en rosväxtart som beskrevs av K. E. Flinck, J. Fryer, L. Garmud, B. Hylmö och J. Zeller. Cotoneaster raboutensis ingår i släktet oxbär, och familjen rosväxter. Inga underarter finns listade i Catalogue of Life.